# Fayza Ahmed
Fayza Ahmed  (ALA-LC: Fayzt Ahmad) (en árabe: فايزة أحمد‎)‎ (5 de diciembre de 1934-24 de septiembre de 1983) fue una cantante y actriz árabe sirio-egipcia. Durante su carrera, apareció en siete películas.

## Biografía
Natural de Sidón, Líbano; de padre sirio y madre libanesa.  Sus padres regresaron a Damasco, cuando Fayza tenía once años. Se presentó a la Radio de Damasco, siendo evaluada por un comité para seleccionar a los cantantes, pero al principio no tuvo éxito. Luego viajó a Alepo; y, fue a Radio Alepo, teniendo éxito con su voz. Así, solicitó ser recibida por la Radio Damasco; y, regresó para completar su éxito. Se casó con Muhammad Sultan, músico egipcio, y el matrimonio pervivió 17 años. Luego, se casó con Tariq y Amr, y se divorciaron en 1981. Luego se casó con Adel Abdul Rahman, divorciándose tras un corto período de tiempo. Sufrió cáncer de mama. Tuvo cinco hijos y nueve nietos. Obtuvo la nacionalidad egipcia, poco  antes de su deceso, en 1983

### Obra

#### Competición
En el canto, Fayza Ahmad surgió en un momento en que el campo estaba lleno de formidables competidores. Estaban incluidos;
- Najat Al Saghira[5] (1938)
- Warda Al-Jazairia (1939-2012),
- Sabah Fighali (1925-2014),
- Shadia (1931),
- Fairuz (1934), y otras.

Grabó más de 320 canciones para Radio Cairo, 80 canciones de televisión y decenas de conciertos en Egipto. Entre otras:
1. Bites'al Lih 3alaya;
2. Hamal Al Assiya;
3. Mina Al bab;
4. Sit Al Habayeb;
5. Tehjarni Bihikaya;
6. Ya Ghali 3laya;
7. “Ana Qalbi Elik Mayal”;
8. “Ya’manta waheshny” .

____
1. Set El Habayeb ست الحبايب
2. Hammal El Asseya حمال الاسيه
3. Men El Bab Lel Shobbak م الباب للشباك
4. Ya Ghali Alaya ياغالي عليا
5. Tohgorni Be Hekaya تهجرني بحكايه
6. Betesal Leh Alaya بتسال ليه عليا

____
1. Betsal Leh Alaia بتسأل ليه عليا
2. Ya Habibi Waheshny يا حبيبي واحشني
3. Elahy Youhrosak Min Elain اللهي يحرسك
4. Abo 3ealy ابو عيالي
5. Boukra Tendam بكره تندم
6. Ahlan Beek اهلا بيك

____
1. Hosadak Aalemouk حسادك علموك
2. Ma Tehbienesh ماتحبنيش
3. Ragaany Li Albak رجعني لقلبك
4. Teslamly Aienak تسلم لي عنيك
5. Weheyat Aienak وحياه عينك
6. Ya Alby يا قلبى
7. Ya noury يا لولي

### Teatro
Protagonizó un papel principal en la Ópera de Egipto en el Teatro Balloon.

#### Filmografía
1. 1957  تمر حنة Tamr Hennah ()Tamarindo, con Naima Akef, Ahmed Ramzy, Rushdy Abaza;
2. 1958 امسك حرامي Hold my haram (Atrapa al ladrón);
3. 1959 المليونير الفقير El millonario pobre;
4. 1959 ليلى بنت الشاطئ Laila Bent Al Shati (Leila, chica de la orilla);
5. 1959 عريس مراتي El novio;
6. 1961  أنا وبناتي Yo y mis hijas;
7. 1963  منتهى الفرح El final de la alegría.

### Deceso
Falleció en 1983 en El Cairo por cáncer de mama.

## Honores
- 1 de mayo de 1974: segundo galardón del Ejército
- Orden del Presidente de Túnez Habib Bourguiba.